# ۹۹۳ (خورشیدی)
۹۹۳ نهصد و نود و سومین سال هجری خورشیدی است.